# UEFA Europa League 2015-2016 (spareggi)
Gli spareggi della UEFA Europa League 2015–2016 si sono disputati il 20 e il 27 agosto 2015. Hanno partecipato a questa fase della competizione 44 club: 10 di essi provenivano dalle qualificazioni della UEFA Champions League. I 22 club vincitori parteciperanno alla successiva fase a gironi, composta da 48 squadre.

## Date
| Fase     | Sorteggio                           | Andata         | Ritorno        |
| -------- | ----------------------------------- | -------------- | -------------- |
| Spareggi | 7 agosto 2015, ore 13:00 CET (Nyon) | 20 agosto 2015 | 27 agosto 2015 |

## Squadre
| Legenda                                      |
| -------------------------------------------- |
| I club vincitori avanzano alla fase a gironi |
| I club sconfitti sono eliminati              |

| Squadre       | Coeff    |
| Piazzati      | Piazzati |
| ------------- | -------- |
| Ajax          | 66.195   |
| Young Boys    | 31.375   |
| Sparta Praga  | 30.825   |
| Fenerbahçe    | 30.020   |
| Panathīnaïkos | 19.880   |

| Squadre          | Coeff    |
| Campioni         | Campioni |
| ---------------- | -------- |
| RB Salisburgo    | 43.135   |
| Viktoria Plzeň   | 41.825   |
| Steaua București | 40.259   |
| Lech Poznań      | 17.275   |
| Qarabağ          | 11.500   |
| HJK              | 11.140   |
| Molde            | 10.375   |
| Midtylland       | 7.960    |
| Videoton         | 7.950    |
| Milsami Orhei    | 3.750    |

| Squadre             | Coeff               |
| Qual. Europa League | Qual. Europa League |
| ------------------- | ------------------- |
| Borussia Dortmund   | 99.883              |
| Rubin Kazan'        | 57.099              |
| Athletic Bilbao     | 56.999              |
| AZ Alkmaar          | 46.695              |
| PAOK                | 40.880              |
| Standard Liegi      | 25.440              |
| Legia Varsavia      | 24.800              |
| Bordeaux            | 24.483              |
| Saint-Étienne       | 16.983              |
| Slovan Liberec      | 16.325              |
| Southampton         | 16.078              |
| Krasnodar           | 15.099              |
| Belenenses          | 12.276              |
| Rosenborg           | 11.875              |
| Hajduk Spalato      | 11.200              |

| Squadre             | Coeff               |
| Qual. Europa League | Qual. Europa League |
| ------------------- | ------------------- |
| Zorja               | 10.533              |
| Atromitos           | 10.380              |
| Thun                | 10.375              |
| Astra Giurgiu       | 9.759               |
| Dinamo Minsk        | 9.650               |
| Jablonec            | 9.325               |
| Žilina              | 8.750               |
| Brøndby             | 7.460               |
| Vojvodina           | 6.275               |
| Rabotnički          | 4.675               |
| Odd                 | 2.875               |
| Qəbələ              | 2.750               |
| Qayrat              | 2.575               |
| Altach              | 0.825               |

## Sorteggio
| Gruppo 1                                                                  | Gruppo 1                                                         | Gruppo 2                                                                      | Gruppo 2                                     |
| Teste di serie                                                            | Non teste di serie                                               | Teste di serie                                                                | Non teste di serie                           |
| ------------------------------------------------------------------------- | ---------------------------------------------------------------- | ----------------------------------------------------------------------------- | -------------------------------------------- |
| Athletic Bilbao Viktoria Plzeň Steaua București Legia Varsavia Belenenses | Rosenborg Zorja Žilina Vojvodina Altach                          | Ajax PAOK Young Boys Standard Liegi Saint-Étienne                             | Qarabağ Molde Jablonec Brøndby Milsami Orhei |
| Gruppo 3                                                                  | Gruppo 3                                                         | Gruppo 4                                                                      | Gruppo 4                                     |
| Teste di serie                                                            | Non teste di serie                                               | Teste di serie                                                                | Non teste di serie                           |
| Rubin Kazan' RB Salisburgo Fenerbahçe Bordeaux Lech Poznań Slovan Liberec | Hajduk Spalato Atromitos Dinamo Minsk Videoton Rabotnički Qayrat | Borussia Dortmund AZ Alkmaar Sparta Praga Panathīnaïkos Southampton Krasnodar | HJK Thun Astra Giurgiu Midtylland Odd Qəbələ |

## Risultati

### Andata
| Arbitro: | Slavko Vinčić |

|                                     |           |                           |
| Boldrin 25’ Alibec 41’ Dandea 45+3’ | Marcatori | 11’ Henriksen 13’ Janssen |

| Arbitro: | Miroslav Zelinka |

|                              |           |  |
| Rassadkin 57’ Adamović 90+3’ | Marcatori |  |

| Baku 20 agosto 2015, ore 18:00 CET | Qəbələ         | 0 – 0 referto | Panathīnaïkos | Bakcell Arena\| Arbitro: \| Andre Marriner \| |
| Arbitro:                           | Andre Marriner |               |               |                                               |

| Arbitro: | Tony Chapron |

|                  |           |  |
| Milik 54’ (rig.) | Marcatori |  |

| Arbitro: | Marijo Strahonja |

|                                                                                |           |            |
| Ojala 8’ (aut.) Mamaev 10’ (rig.) Smolov 57’ (rig.) Wanderson 62’ Gazinski 64’ | Marcatori | 18’ Jallow |

| Arbitro: | Aljaksej Kul'bakoŭ |

|                             |           |  |
| Høiland 24’ Elyounoussi 28’ | Marcatori |  |

| Arbitro: | Alberto Undiano Mallenco |

|                                            |           |  |
| Mak 17’, 80’, 82’ Pelkas 36’ Rodrigues 51’ | Marcatori |  |

| Arbitro: | David Fernández Borbalán |

|             |           |  |
| Pokorný 79’ | Marcatori |  |

| Arbitro: | Danny Makkelie |

|                               |           |           |
| Costa 43’ Dočkal 45+1’, 90+4’ | Marcatori | 5’ Sutter |

| Arbitro: | Anastasios Sidīropoulos |

|  |           |                |
|  | Marcatori | 48’ Kucharczyk |

| Arbitro: | Paweł Gil |

|         |           |             |
| Bud 56’ | Marcatori | 40’ Hamouma |

| Arbitro: | Daniele Orsato |

|  |           |                |
|  | Marcatori | 90’ Van Persie |

| Arbitro: | István Vad |

|               |           |                        |
| Ristevski 85’ | Marcatori | 68’ Gökdeniz Karadeniz |

| Arbitro: | Luca Banti |

|  |           |                                        |
|  | Marcatori | 61’ Mikkelsen 67’ Helland 90+3’ Jensen |

| Arbitro: | Vladislav Bezborodov |

|  |           |             |
|  | Marcatori | 67’ Almeida |

| Arbitro: | Ovidiu Hațegan |

|                             |           |                     |
| Paur 66’ Willian 77’, 90+4’ | Marcatori | 16’ Merino 33’ Sola |

| Arbitro: | Matej Jug |

|  |           |            |
|  | Marcatori | 13’ Caeiro |

| Arbitro: | Arnold Hunter |

|            |           |  |
| Khazri 27’ | Marcatori |  |

| Arbitro: | Manuel de Sousa |

|                                      |           |                                               |
| Samuelsen 1’ Nordkvelle 20’ Ruud 22’ | Marcatori | 34’, 76’ Aubameyang 47’ Kagawa 85’ Mxit'aryan |

| Arbitro: | Javier Estrada Fernández |

|                          |           |  |
| Kopic 25’, 82’ Vaněk 51’ | Marcatori |  |

| Arbitro: | Oliver Drachta |

|                                     |           |  |
| Linetty 11’ Thomalla 57’ Trałka 68’ | Marcatori |  |

| Arbitro: | Clément Turpin |

|                      |           |           |
| Rodriguez 56’ (rig.) | Marcatori | 45’ Sparv |

### Ritorno
| Arbitro: | Bas Nijhuis |

|                             |           |              |
| Guilbert 1’ (aut.) Kuat 66’ | Marcatori | 76’ Crivelli |

| Jablonec nad Nisou 27 agosto 2015, ore 18:00 CET | Jablonec    | 0 – 0 referto | Ajax | Chance Arena\| Arbitro: \| Kenn Hansen \| |
| Arbitro:                                         | Kenn Hansen |               |      |                                           |

| Arbitro: | Gediminas Mažeika |

|                                              |           |  |
| Almeida 4’ (rig.) Reynaldo 43’ İsmayılov 61’ | Marcatori |  |

| Arbitro: | Hüseyin Göçek |

|                    |           |  |
| Carlos Eduardo 35’ | Marcatori |  |

| Helsinki 27 agosto 2015, ore 19:00 CET | HJK          | 0 – 0 referto | Krasnodar | Sonera Stadium\| Arbitro: \| Felix Zwayer \| |
| Arbitro:                               | Felix Zwayer |               |           |                                              |

| Arbitro: | Stefan Johannesson |

|  |           |              |
|  | Marcatori | 57’ Kędziora |

| Arbitro: | Aleksej Es'kov |

|             |           |  |
| Corgnet 15’ | Marcatori |  |

| Arbitro: | Ruddy Buquet |

|                                    |           |                                   |
| Nelson Ferreira 33’, 81’ Munsy 50’ | Marcatori | 10’ Dočkal 21’ Hušbauer 71’ Costa |

| Arbitro: | Robert Schörgenhofer |

|                               |           |  |
| Van Der Linden 80’ Mühren 85’ | Marcatori |  |

| Arbitro: | Paolo Tagliavento |

|             |           |                   |
| Rashani 27’ | Marcatori | 21’ Ricardo Costa |

| Arbitro: | Ivan Bebek |

|                                   |           |  |
| Fernandão 7’, 78’ Caner Erkin 59’ | Marcatori |  |

| Arbitro: | Artur Dias |

|  |           |           |
|  | Marcatori | 23’ Šural |

| Arbitro: | Ivan Kružliak |

|                   |           |              |
| Berg 34’ Nano 78’ | Marcatori | 6’, 60’ Dodô |

| Arbitro: | Bobby Madden |

|  |           |          |
|  | Marcatori | 54’ Popa |

| Arbitro: | Yevhen Aranovskiy |

|                                                                |           |                        |
| Mxit'aryan 25’ Reus 27’, 32’, 57’ Kagawa 40’, 90’ Gündoğan 51’ | Marcatori | 19’ Halvorsen 64’ Berg |

| Arbitro: | Kevin Blom |

|                                                      |                      |                                   |
| Minamino 11’ Jonathan Soriano 58’                    | Marcatori            |                                   |
| Hinterreger Jonathan Soriano Minamino Atanga Berisha | Tiri di rigore 2 – 3 | Bećiraj Korytko Behunoŭ Palicevič |

| Arbitro: | Alexandru Tudor |

|                                        |           |             |
| Knockaert 26’ Santini 48’ Trebel 90+5’ | Marcatori | 42’ Hussain |

| Arbitro: | Michalīs Koukoulakīs |

|  |           |                            |
|  | Marcatori | 19’ (aut.) Đurić 60’ Ďuriš |

| Arbitro: | Martin Strömbergsson |

|               |           |  |
| Elustondo 24’ | Marcatori |  |

| Arbitro: | Liran Liany |

|               |           |  |
| Rasmussen 28’ | Marcatori |  |

| Arbitro: | Tobias Welz |

|                                             |           |                                     |
| Brzyski 16’ Guilherme 62’ Duda 90+5’ (rig.) | Marcatori | 39’ Chomčenovs'kyj 66’ Malinovs'kyj |

| Lisbona 27 agosto 2015, ore 22:30 CET | Belenenses     | 0 – 0 referto | Altach | Estádio D. Afonso Henriques\| Arbitro: \| Anthony Taylor \| |
| Arbitro:                              | Anthony Taylor |               |        |                                                             |

### Tabella riassuntiva
| Squadra 1       | Totale          | Squadra 2         | Andata | Ritorno     |
| --------------- | --------------- | ----------------- | ------ | ----------- |
| Altach          | 0 - 1           | Belenenses        | 0 - 1  | 0 - 0       |
| Steaua Bucarest | 1 - 3           | Rosenborg         | 0 - 3  | 1 - 0       |
| Viktoria Plzeň  | 5 - 0           | Vojvodina         | 3 - 0  | 2 - 0       |
| Ajax            | 1 - 0           | Jablonec          | 1 - 0  | 0 - 0       |
| Molde           | 3 - 3 (gfc)     | Standard Liegi    | 2 - 0  | 1 - 3       |
| Žilina          | 3 - 3 (gfc)     | Athletic Bilbao   | 3 - 2  | 0 - 1       |
| Zorja           | 2 - 4           | Legia Varsavia    | 0 - 1  | 2 - 3       |
| Milsami Orhei   | 1 - 2           | Saint-Étienne     | 1 - 1  | 0 - 1       |
| Young Boys      | 0 - 4           | Qarabağ           | 0 - 1  | 0 - 3       |
| PAOK            | 6 - 1           | Brøndby           | 5 - 0  | 1 - 1       |
| Bordeaux        | 2 - 2 (gfc)     | Qayrat            | 1 - 0  | 1 - 2       |
| Dinamo Minsk    | 2 - 2 (3-2 dcr) | RB Salisburgo     | 2 - 0  | 0 - 2 (dts) |
| Slovan Liberec  | 2 - 0           | Hajduk Spalato    | 1 - 0  | 1 - 0       |
| Qəbələ          | 2 - 2 (gfc)     | Panathīnaïkos     | 0 - 0  | 2 - 2       |
| Astra Giurgiu   | 3 - 4           | AZ Alkmaar        | 3 - 2  | 0 - 2       |
| Krasnodar       | 5 - 1           | HJK               | 5 - 1  | 0 - 0       |
| Lech Poznań     | 4 - 0           | Videoton          | 3 - 0  | 1 - 0       |
| Rabotnički      | 1 - 2           | Rubin Kazan'      | 1 - 1  | 0 - 1       |
| Atromitos       | 0 - 4           | Fenerbahçe        | 0 - 1  | 0 - 3       |
| Southampton     | 1 - 2           | Midtylland        | 1 - 1  | 0 - 1       |
| Odd             | 5 - 11          | Borussia Dortmund | 3 - 4  | 2 - 7       |
| Sparta Praga    | 6 - 4           | Thun              | 3 - 1  | 3 - 3       |